# 左木乡
左木乡，是中华人民共和国山西省临汾市洪洞县下辖的一个乡镇级行政单位。2021年5月，撤销山头乡、左木乡，合并设立山目乡。

## 行政区划
左木乡下辖以下地区：
李家坪村、三交河村、中社村、金山沟村、霍家庄村、左木村、王家坪村、翟庄村、红光村和段家山村。

## “12·5”矿难
“12·5”矿难2007年12月5日23时15分左右发生，左木乡红光村新窑煤矿。初步判断系煤尘爆炸，起火原因不明。事故发生时井下有111人，至12月7日中午，15人获救，105人遇难。为2006年以来中国发生一次死亡人数最多的特大事故